# Ernst Friedrich von Someting
Ernst Friedrich von Someting (getauft 24. Februar 1668 in Linz; † 7. September 1697 in Salzburg) war Jurist und Hochschullehrer.

## Leben
Ernst Friedrich von Someting  stammte aus einer oberösterreichischen Familie, deren Name ursprünglich Sumatinger oder Sometinger geschrieben wurde. Sein Großvater Sebastian Sumatinger, Pfleger der kaiserlichen Burgvogtei Wels, war 1652 von Kaiser Ferdinand III. mit dem Prädikat „von Sumating“ in den rittermäßigen Adel erhoben worden. Ernst Friedrich wurde 1668 in Linz geboren, wo sein Vater Johann Friedrich von Someting Landschreiber war. Taufpatin war Susanna Eleonora Gräfin Khevenhüller-Frankenburg, Witwe des kaiserlichen Rats Franz Christoph von Khevenhüller-Frankenburg, der das bedeutende Geschichtswerk Annales Ferdinandei über die Regierung Kaiser Ferdinands II. verfasste.
Nach dem frühen Tod der Eltern (1669 bzw. 1677) besuchte er von 1680 an das Jesuitengymnasium in Linz und begann 1687 mit dem Studium beider Rechte an der Benediktineruniversität Salzburg. Seine Thesen zum Erhalt des Lizentiats beider Rechte, die er am 4. September 1690 unter dem Vorsitz des Kirchenrechtlers und späteren Rektors Robert König († 1713) verteidigte, wurden unter dem Titel Principia iuris canonici gedruckt und später mehrfach neu aufgelegt. Am 23. April 1691 wurde er zum Doktor der beiden Rechte promoviert.
Da er gute Beziehungen zur Gesellschaft Jesu hatte – seine beiden älteren Brüder Tobias und Friedrich (1660–1713) und seine Vettern Christoph (1650–1687) und Philipp (1656–1691) waren dort Mitglied – wurde er nach dem Studienabschluss auf den Lehrstuhl für die Institutionen an die Jesuitenuniversität Tyrnau (Trnava) berufen. Zum kaiserlichen Hofpfalzgrafen ernannt, konnte er als solcher u. a. uneheliche Kinder legitimieren oder Adels- und Wappenbriefe ausstellen.
Nach wenigen Jahren an die Universität Salzburg zurückgekehrt, übernahm er dort den Lehrstuhl der Pandekten und wurde 1696 hochfürstlich salzburgischer Rat. Nach dem Tod von Joseph Bernhard Gletle (1655–1696) erhielt er auf seinen Antrag hin im Alter von erst 28 Jahren die ranghöchste und daher bestdotierte Professur der Juridischen Fakultät, den Lehrstuhl für den Codex und deutsches Staatsrecht, konnte aber nicht mehr lange wirken, denn er starb schon im folgenden Jahr und wurde seinem letzten Willen gemäß in der Sitzgruft unter dem Sacellum beigesetzt.
Seine Witwe Anna Maria Theresia von Taxis ließ ihm in der Kreuzkapelle des Sacellums ein Epitaph anbringen, das heute nicht mehr sichtbar ist. Sie erhielt für sich und die gemeinsamen Kinder ein monatliches Gnadengeld von 8 fl., das in den nächsten Jahren vom Erzbischof auf 12 fl. erhöht wurde. Sie ging keine weitere Ehe mehr ein, sondern finanzierte 1715 eine wohltätige Stiftung für das Benediktinerstift Garsten, wo der älteste Bruder ihres Mannes als P. Antonius Stiftskämmerer und -cellerar gewesen war († 6. September 1703). Sie starb am 8. April 1715 in Salzburg und wurde am 13. April in der Georgskapelle der Stiftskirche St. Peter begraben.
Someting gab mehrere Thesenschriften seiner Studenten und das Werk Introductio in universum ius heraus, das nach seinem Tod von Robert König und Joseph Adam Ayblinger fortgeführt wurde.

## Werke
- Introductio in universum ius : iuxta seriem IV. librorum, & titulorum Institutionum imperialium. Salisburgi: Mayr, 1697 und öfter